# Religión protoindoirania
La religión protoindoirania es la religión de los pueblos indoiranios (hablantes del idioma protoindoiranio), varios siglos antes del primer texto sagrado védico (indoario) ―el Rig-veda (el texto más antiguo de la India, de transmisión oral, desde mediados del II milenio a. C.)― y los textos zoroástricos (iranios). Estas dos escrituras comparten una herencia común de conceptos, como
la fuerza universal *rita (el rita védico, el avéstico asha),
la planta sagrada con la que se hacía la bebida *sauma (el soma védico, el haoma avéstico) y
los dioses del orden social, tales como
Mitra (el Mitra védico, y el Miϑra o Mizra avéstico y antiguo persa),
Bhaga (el Bhaga védico, y el Baga avéstico y persa antiguo).
La religión protoindoirania es una rama arcaica de la religión indoeuropea.

## Introducción
Los idiomas indoiranios incluyen tres subgrupos: en primer lugar los idiomas indoarios (que incluyen los idiomas dárdicos), en segundo lugar los idiomas iranios (del este y del oeste) y en tercer lugar los idiomas nuristaníes. A partir de estas culturas variadas y dispersas se puede reconstruir un conjunto de ideas comunes a partir de las cuales se puede deducir una fuente protoindoirania común (que aún no se ha podido comprobar definitivamente).
Las creencias se desarrollaron de diferentes maneras como culturas separadas y evolucionaron. Por ejemplo, el cosmogonía y mitología de los pueblos que permanecieron en las estepas de Asia Central y en la meseta iraní es en gran medida diferente de la de los indios, que se centraron más en los grupos de deidades (los daiva y los asura) y menos en los dioses individuales. Los indios eran menos conservadores que los iranios en el tratamiento de sus dioses, por lo que algunos dioses se confundieron con otros o, por el contrario, los aspectos de un solo dios se convirtieron en dioses por derecho propio. En la época de Zoroastro, la cultura irania también había sido objeto de las convulsiones de la Edad Heroica Irania (la Edad del Bronce iraní, entre el 1800 y el 800 a. C.), una influencia a la que los indios no estuvieron sujetos.
A veces, ciertos mitos se desarrollaron de maneras totalmente diferentes. El río rigvédico Sárasuati es lingüística y funcionalmente cognado del Haraxvaitī Ārəduuī Sura Anahita. En el Rig-veda (6, 61, 5-7) la diosa Sárasuati se enfrenta contra una serpiente o dragón llamado Vritra, que ha acaparado toda el agua de la Tierra. En cambio en las porciones iniciales del Avesta, el Harahvati es el río que fluye hacia abajo desde el mítico monte Hara en el centro de la Tierra. Pero Harahvati no pelea ninguna batalla: está bloqueada por un obstáculo (vərəθra /virizra/, ‘obstáculo’ en avéstico) colocado allí por Angra Mainiu.

## Términos afines y conceptos
La siguiente es una lista de términos cognados y conceptos afines que pueden ser extraídas de un análisis comparativo lingüístico del Rig-veda y del Avesta. Ambas colecciones son del II milenio a. C., el período posterior a la fecha propuesta para la separación de los protoindoiraníes en sus respectivas ramas índicas e iraníes.
| Indoiranio    | Término védico         | Término avéstico                                | Significado común                                                             |
| ------------- | ---------------------- | ----------------------------------------------- | ----------------------------------------------------------------------------- |
| *ap           | āp                     | āp                                              | ‘agua’, ‘las Aguas’                                                           |
|               | Apam Napat, Apām Napāt | Apām Napāt                                      | los ‘hijos del agua’                                                          |
| *aryaman      | aryaman                | airyaman                                        | ‘ariedad’ (literalmente: ‘miembro de la comunidad aria’).                     |
| *rta          | rta                    | asha/arta                                       | ‘verdad activa’, extendiéndose a ‘orden’ y ‘rectitud’                         |
| *athar-van-   | atharvan               | āϑrauuan                                        | ‘sacerdote ritualista’                                                        |
| *azi          | ahi                    | azhi (aži)                                      | ‘dragón, serpiente’                                                           |
| *daiva        | deva                   | daeva (daēuua)                                  | una clase de dioses                                                           |
| *manu         | Manu                   | manu                                            | ‘hombre’                                                                      |
| *mi-tra-      | mitra                  | mithra, miϑra                                   | ‘juramento’                                                                   |
| *asura        | asura                  | ahura                                           | una clase de divinidades                                                      |
| *sarvatāt     | sarvatat               | hauruuatāt                                      | ‘perfección’, ‘intactez’                                                      |
| *saras-vnt-ih | Sárasuati              | Haraxvaitī (Ārəduuī Sūrā Anāhitā)               | un río deificado (generalmente considerado mitológico), diosa de la sabiduría |
| *sau-ma-      | soma                   | haoma                                           | una planta deificada                                                          |
| *sva(h)r-     | svar                   | hvar, xvar                                      | el Sol, también cognado del griego helios, el latín sol, y el inglés sun      |
| *vr-tra-      | Vritrá                 | verethra, vərəϑra (cf. Verethragna, Vərəϑraγna) | ‘obstáculo’                                                                   |
| *yama         | Iama                   | Yima                                            | hijo del dios solar Vivasvant/Vīuuahuuant                                     |
| *yaj-na-      | iagña                  | yasna, rel: yazata                              | ‘adoración, sacrificio, oblación’                                             |

## Relación con la religión protoindoeuropea
Cuando el Rig-veda era la evidencia más antigua sobreviviente de los primeros pueblos de habla indoeuropea, se supuso que estos textos conservaban con precisión aspectos de la cultura protoindoeuropea. Muchos etnólogos esperaban unificar las culturas indoirania, celta, escandinava, griega, latina, eslava, báltica y germánica en una única religión protoindoeuropea. El indólogo Max Müller creía que la religión indoirania comenzó con el culto al Sol. Georges Dumézil hacía hincapié en el sistema social tripartito de la religión y la sociedad indoeuropea. Más tarde, los textos han dejado de considerar que estas religiones eran casi idénticas. En su lugar, desde principios del siglo XX ―siguiendo a Meillet, Thieme y Kuiper― se ha enfatizado la función social de los indoiranios deidades asuras/aditias; se considera que son un grupo innovador que no se encuentra en la religión indoeuropea.